# Xinshidu (köpinghuvudort i Kina, Hunan Sheng, lat 28,49, long 112,28)
Xinshidu (kinesiska: 新市渡, 新市渡镇) är en köpinghuvudort i Kina. Den ligger i provinsen Hunan, i den södra delen av landet, omkring 75 kilometer nordväst om provinshuvudstaden Changsha. Antalet invånare är 15 897. Befolkningen består av 7 939 kvinnor och 7 958 män. Barn under 15 år utgör 15,0 %, vuxna 15-64 år 71 %, och äldre över 65 år 13,0 %.
Runt Xinshidu är det tätbefolkat, med 683 invånare per kvadratkilometer. Närmaste större samhälle är Heshan, 12,4 km nordost om Xinshidu. I omgivningarna runt Xinshidu växer huvudsakligen savannskog.
Genomsnittlig årsnederbörd är 1 732 millimeter. Den regnigaste månaden är maj, med i genomsnitt 322 mm nederbörd, och den torraste är december, med 52 mm nederbörd.